# Annabelle Van Nieuwenhuyse
Annabelle Van Nieuwenhuyse (Parijs, 9 november 1969) is een Belgische presentatrice.

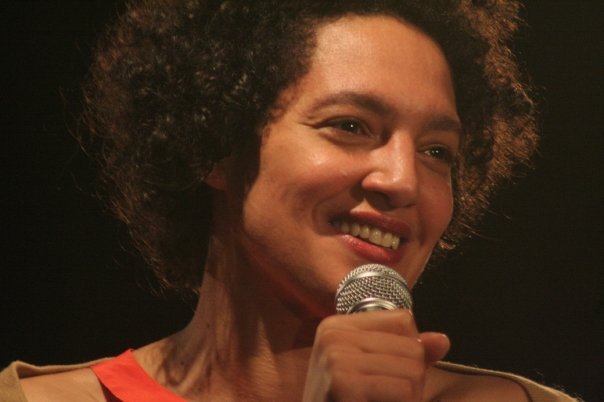
Annabelle Van Nieuwenhuyse

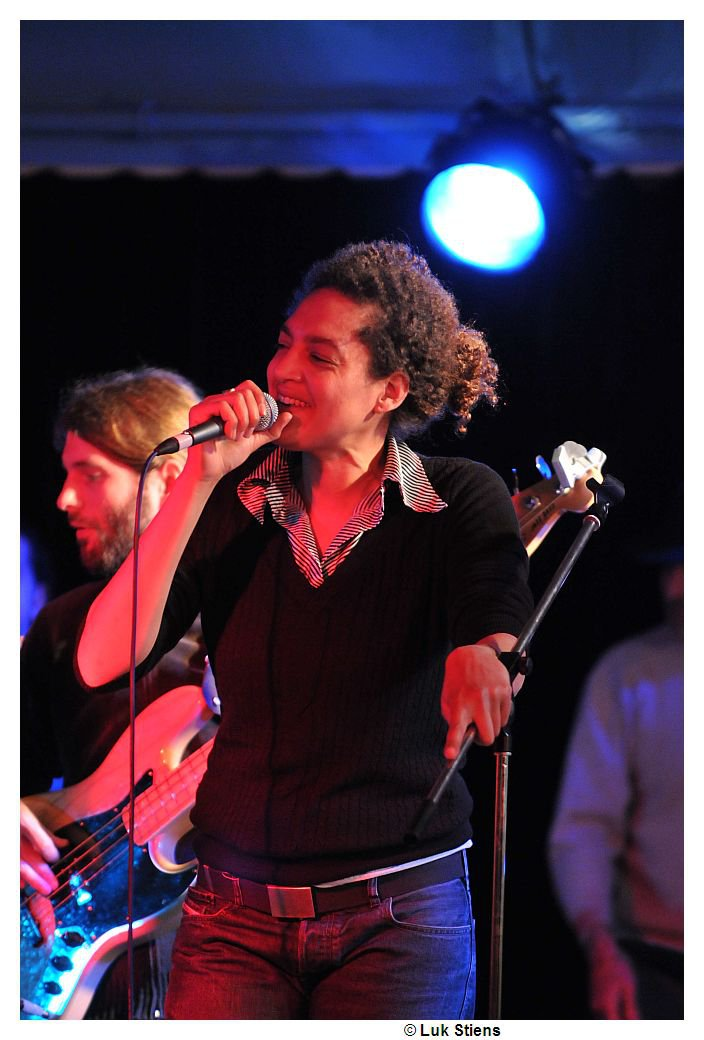

## Biografie
Van Nieuwenhuyse werd geboren in Parijs en groeide op in Brugge. Ze studeerde in Brussel fotografie aan het Sint-Lucasinstituut en werkte enige tijd als grafisch vormgever. Ze ging ook werken als tweetalige presentatrice op festivals en evenementen, zoals Couleur Café.
Op televisie werkte ze voor TV Brussel. In 1997 begon Van Nieuwenhuyse samen met Peter Van de Veire op de openbare jongerenzender Ketnet. Hier presenteerde ze het jeugdjournaal Studio Ket. Daarna presenteerde ze de programma's Link en Voetzoeker op Canvas en De Zomer Zuidkant op Radio 1. Ze was ook reporter voor Navond Vlaanderen op VT4. In 2003 ging ze voor de radio werken bij FM Brussel. Op televisie presenteerde ze nu vooral op de regionale zenders, de tweetalige programma's Puls en Transart, coproducties van Notélé in Doornik, C9 in Rijsel en Focus-WTV en later ook  De Zeeuw van Vlaanderen, een coproductie van AVS, Focus-WTV en Omroep Zeeland.
Ze presenteert ook uitzendingen van Dobbit TV.
Van Nieuwenhuyse is een veel gevraagde moderator/presentator voor meertalige culturele en socioculturele evenementen en conferenties. Dat doet ze in het Nederlands, in het Frans, in het Engels en soms in het Duits. Verder treedt ze op als zangeres. Met Pobre Carlito brengt ze oude tangosongs van Carlos Gardel.